# Josef Straßberger
Josef Straßberger, né le 20 août 1894 à Kolbermoor et mort le 4 octobre 1950, est un haltérophile allemand.

## Palmarès

### Jeux olympiques
- Médaille d'or aux Jeux de 1928 à Amsterdam (Pays-Bas)
- Médaille de bronze aux Jeux de 1932 à Los Angeles (États-Unis)[1]

### Championnats du monde
- Médaille d'or en -82,5 kg en 1920 à Vienne (Autriche)

### Championnats d'Europe
- Médaille d'or en +82,5 kg en 1921 à Offenbach-sur-le-Main (Allemagne)
- Médaille d'or en +82,5 kg en 1929 à Vienne (Autriche)
- Médaille de bronze en +82,5 kg en 1930 à Munich (Allemagne)
- Médaille de bronze en +82,5 kg en 1931  à Luxembourg (Luxembourg)
- Médaille de bronze en +82,5 kg en 1933 à Essen (Allemagne)
- Médaille de bronze en +82,5 kg en 1934 à Gênes (Italie)